# Cynanchum celebicum
Cynanchum celebicum är en oleanderväxtart som beskrevs av Rudolf Schlechter. Cynanchum celebicum ingår i släktet Cynanchum och familjen oleanderväxter. Inga underarter finns listade i Catalogue of Life.